# Richard de Clare, mayordomo del Bosque de Essex
Richard de Clare (después de 1281-10 de mayor de 1318), I señor de Clare e hijo de Thomas de Clare, señor de Thomond y Juliana FitzGerald.
Descendiente de Strongbow, sucedió a su hermano mayor, Gilbert, como señor de Thomond en 1308. En 1309, y de nuevo entre 1312 y 1316, fue sheriff de Cork. Forzado a sofocar varias rebeliones, terminó siendo asesinado mientras comandaba sus fuerzas en la batalla de Dysert O'Dea cerca de la actual Ennis, Condado de Clare.  De acuerdo a la leyenda, el día anterior a su muerte, Richard de Clare contempló a una mujer vestida de blanco. Al observar que esta lavaba ropas y una armadura ensangrentada en el río, este le preguntó de quien era, a lo que ella respondió "vuestras" y desapareció. Se creyó que esa mujer era una banshee, quien predijo la muerte al día siguiente, cuando cayó muerto con la ropa ensangrentada en el campo de batalla de Dysert O'Dea (Lewis Spence, The Magical Arts in Celtic Britain 81(1999)).
Richard fue sucedido por su hijo Thomas, que nació en 1318, y murió tres años de su muerte. Tras una serie de pesquisas a la muerte del pequeño Clare, se decidió que las herederas debían ser las hermanas de Richard: Margaret, la mujer de Bartholomew de Badlesmere y Maud, la esposa de Sir Robert de Welle. El patrimonio de los Clare, además de la administración del Bosque de Essex, incluía numerosas propiedades en Irlanda.